# Hello (Follow Your Own Star)
"Hello (Follow Your Own Star)" é uma canção da cantora norte-americana Christina Aguilera. Foi escrita por Aguilera, Heather Holley e Rob Hoffman para promover um novo modelo de carro, o Mercedes-Benz Classe A, durante o verão de 2004.
No inicio a canção seria lançado como single oficial, mas foi cancelado, já que Aguilera estava ocupada em seu novo projeto musical da época, Back to Basics.

## Faixas e formatos
A versão de "Hello" contém duas faixas, sendo uma original e a outra um remix.
| CD Single |                                |         |  |
| N.º       | Título                         | Duração |  |
| 1.        | "Hello" (Follow Your Own Star) | 3:44    |  |
| 2.        | "Hello" (Danca Floor Mix)      | 3:46    |  |

## Desempenho nas tabelas musicais

### Posições
| Tabela musical (2004)       | Melhor posição |
| --------------------------- | -------------- |
| Alemanha (Media Control AG) | 25             |
| Itália (FIMI)               | 6              |